# Zeitlofs
Zeitlofs è un comune tedesco di 2 231 abitanti, situato nel land della Baviera.
È nel suo territorio che la Piccola Sinn confluisce nella Sinn.